# Кишкино (Галичский район)
Кишкино — деревня в Берёзовском сельском поселении Галичского района Костромской области России.

## География
Деревня расположена у речки Касть.

## История
Согласно Спискам населенных мест Российской империи в 1872 году деревня относилась к 2 стану Солигаличского уезда Костромской губернии и располагалась на тракте Солигалич — Буй. В ней числилось 4 двора, проживало 10 мужчин и 10 женщин.
Согласно переписи населения 1897 года в деревне Кишкино, проживало 80 человек (33 мужчины и 47 женщин).
Согласно Списку населенных мест Костромской губернии в 1907 году деревня относилась к Нольско-Березовской волости Солигаличского уезда Костромской губернии. По сведениям волостного правления за 1907 год в ней числилось 15 крестьянских дворов и 81 житель.
До муниципальной реформы 2010 года деревня также входила в состав Березовского сельского поселения.

## Население
По состоянию на 1 января 2014 года в деревне числилось 1 хозяйство и 1 постоянный житель.
| 2008 | 2010 | 2012 | 2014 |
| ---- | ---- | ---- | ---- |
| 4    | →4   | ↘3   | →3   |

## Комментарии
1. ↑  Там же указана ещё одна деревня Кишкино (у реке Ноли), не расположенная на тракте Солигалич — Буй, с населением 21 человек.
2. ↑  В той же волости числилась ещё одна деревня Кишкино (у реке Ноли), не расположенная на тракте Солигалич — Буй, с населением 21 человек.